# La flauta mágica (película de 1975)
La flauta mágica (título original: Trollflöjten ) es la versión cinematográfica de Ingmar Bergman de 1975 de la ópera La flauta mágica de Wolfgang Amadeus Mozart. Fue encargada para conmemorar el 50º aniversario de la radiodifusión sueca y se transmitió por primera vez en la televisión sueca en año nuevo del aniversario de 1975. Posteriormente, la película se proyectó en cines a nivel internacional.

## Antecedentes

### Producción
Los costos de producción oscilaron entre 2,5 y 4 millones de coronas suecas, lo que convirtió a la obra en la producción televisiva sueca más cara hasta la fecha. 
Según el historiador de cine Peter Cowie, Bergman quería recrear la representación de 1791 con la mayor fidelidad posible a la original en el Theater auf der Wieden de Viena. Esperaba rodar la película en el histórico Teatro del Palacio de Drottningholm, uno de los pocos teatros barrocos que quedan en el mundo. Sin embargo, el escenario fue calificado como «demasiado frágil» para acomodar a un equipo de filmación. Mientras que las tomas exteriores que se muestran al principio de la película se rodaron en Drottningholm, el decorado se recreó minuciosamente en los estudios del Instituto Sueco de Cine bajo la dirección de Henny Noremark, con los escenarios laterales, las cortinas y las máquinas de viento.
El audio no se grabó en sincronía con la película, sino que la música y las voces fueron pregrabadas y sincronizadas por el elenco durante la filmación.

### Estreno de la película
La Flauta Mágica se presentó el 1 de enero de 1975 en la televisión sueca, comenzó el 10 de octubre del mismo año en los cines suecos y el 16 de septiembre de 1976 en Alemania.

## Análisis

### Adaptación del original
Bergman hizo algunos cambios significativos en el contenido y la trama del original. En su versión, liberada del simbolismo masónico y del mito de Isis y Osiris, Sarastro es el padre de Pamina. Mantiene a su hija (por razones moral y legalmente irreprochables) a su cuidado.
Los tres chicos también se presentan y no son introducidos en la acción por las tres mujeres, de modo que en la versión de Bergman es evidente desde el primer momento que los tres chicos no están al servicio de la Reina de la Noche. De esta manera, se contrarrestan las conocidas contradicciones internas del libreto de Schikaneder (con el cambio de la Reina de un personaje "bueno" a "malo"). La idea de Bergman sirve para el mismo propósito de dejar que la reina ya lance una mirada furtiva de reojo a Tamino durante un breve momento durante su primera aria "Zum Leiden bin ich auserkoren" (estoy hecho para sufrir), lo que hace que en su interpretación se desenmascare ante el espectador como una actuación calculada que exige lástima y, por lo tanto, hace que su verdadero carácter sea reconocible desde el principio.
Monostatos no aparece como un "negro" (pero con una tez oscura) y, como sus ayudantes, usa un disfraz de bufón, lo que lo hace parecer más una caricatura de un guardia, pero si aparece como una figura siniestra y amenazadora, cuando se quita la gorra de bufón.
En el trasfondo, durante la canción de Papageno "Ein Mädchen oder Weibchen" (Una niña o una mujer), Papagena le pide permiso a un sacerdote para disfrazarse de mujer fea en un diálogo que se muestra en silencio y que es delicioso de ver; su encuentro con Papageno queda entonces enteramente en el plano humorístico-interpersonal desinhibido, en el que se prescinde de todos los momentos dramáticos (el juramento de fidelidad extorsionado; la reconversión de Papagena como efecto mágico; la intervención sacerdotal teatral o el fuerte trueno).
En el segundo acto Bergman cambió, a veces drásticamente, el orden de las apariciones, por lo que algunas escenas individuales separadas por el "montaje paralelo" de Schikaneder se combinan en tramas coherentes. Así se anticipa la escena antedicha (de dos resumidos a uno) con Papageno y Papagena; sólo entonces, introducido por la flauta de Tamino, se produce el encuentro entre Pamina y el silencioso Tamino con el aria de Pamina "Ah, lo siento...", seguida inmediatamente por la escena de su intento de suicidio y la intervención salvadora del tres chicos Directamente en paralelo a esto, sigue a continuación el frustrado intento de suicidio de Papagenos, con lo que se adelanta nuevamente el completo final feliz de Papageno-Papagena, para luego, como clímax, dejar que la historia principal transcurra de una sola vez hasta el final, en el que al principio -introducida por los tres acordes simbólicos- un sacerdote le entrega a Pamina la flauta mágica, luego suena el coro de sacerdotes (que aparece mucho antes en la ópera original) y finalmente (después del “coral” de los dos hombres con armadura) Tamino y Pamina mueren pasando la prueba del fuego y el agua, seguido inmediatamente por el intento de invasión de la reina (ahora con casco marcial) y su séquito, incluida su defensa, y finalmente la gloriosa escena final.
Algunos números del libreto se han eliminado por completo; el preludio del segundo acto se toca sin repeticiones. Los diálogos hablados están muy simplificados y adaptados.
La ópera es cantada y hablada íntegramente en sueco, en lugar de en alemán como en el original (los textos están parcialmente modificados en cuanto al contenido, de forma que, por ejemplo, no se invoca a los dioses Isis y Osiris).

### Dispositivos estilísticos teatrales
Bergman le recuerda constantemente al espectador que está en una representación teatral. El público aplaude varias veces.
Durante la obertura, el rostro de una niña pronto llena la imagen. Como resultado, se muestran una gran cantidad de otros rostros del público del teatro, de personas de diferentes orígenes, edades y géneros. La chica de la obertura aparece brevemente una y otra vez a lo largo de la película y se puede ver cómo sigue lo que sucede en el escenario con emoción y fascinación y reacciona al respectivo cambio de humor con sus expresiones faciales. A veces, un cambio en sus expresiones faciales anuncia un cambio en el escenario antes de que realmente se muestre.
Cuando los escenarios cambian, los mecanismos del teatro se hacen claramente visibles: cuando aparece la Reina de la Noche, el día también cambia a noche y el espectador puede seguir los cambios en el fondo del escenario desde la perspectiva del público del teatro. Asimismo, cuando Papagena y Papageno finalmente se encuentran en un paisaje invernal, radiantes de alegría, el sonido de las campanadas cambia el escenario de invierno a verano, mientras los dos actores se quitan partes de su ropa de invierno.
Cuando las tres mujeres, que han penetrado en el área del templo hacia Tamino y Papageno, son expulsadas nuevamente, los tres niños operan una máquina de humo para aumentar el efecto teatral.
Además, durante la presentación también se brinda información sobre lo que sucede detrás del escenario y en el descanso detrás de la cortina. En la escena inmediatamente anterior a la primera aparición de Papageno, mientras aún está en el camerino del cantante, de repente se levanta de un salto, sobresaltado en su siesta por el comienzo del preludio de la canción, y corre estrepitosamente hacia el escenario, silbando repetidamente cinco tonos y es rápidamente ayudado por un extra disfrazado para atar su jaula de pájaros, para llegar al escenario justo a tiempo para su entrada en acción.
Durante el descanso (como se anuncia por escrito durante una transmisión televisiva), la gente de Sarastro se reúne en el escenario para charlar. El mismo Sarastro está sentado leyendo una partitura de Parsifal mientras la cámara enfoca a uno de los compinches de Monostatos (un niño con maquillaje oscuro y disfrazado de bufón) que está leyendo un cómic. Pamina y Tamino están jugando al ajedrez en el vestuario, y la Reina de la Noche y una de sus damas están fumando un cigarrillo justo en frente de un cartel que dice "¡Prohibido fumar por parte de la policía! “. Finalmente, antes de que suba el telón para el segundo acto, el chico de antes mira mira al auditorio por una mirilla en el telón, seguido de Sarastro, que hace lo mismo en otro lugar.

### Dispositivos cinematográficos
Además del énfasis en el teatro como lugar de actuación, también las posibilidades cinematográfica se utilizan repetidamente. Muy a menudo, la cámara hace un zum de los rostros y las expresiones faciales de los artistas en primeros planos. Como en todas las películas de Bergman (en colaboración con Sven Nykvist, camarógrafo muy frecuente de Bergman), se utilizan ampliamente las posibilidades artísticas de una iluminación sofisticada (luz - oscuridad, luz - sombra).
Cuando Tamino mira el medallón con la imagen de Pamina, no la ve sólo como una imagen fija, sino también viva, como transmitida por una cámara en vivo, y luego a Monostatos asomándose por encima de su hombro con una expresión siniestra, presagiando ya próximos problemas.
Gracias a un truco cinematográfico, la Flauta Mágica, después de haber sido introducida y presentada al principio, flota libremente en el aire o, en la escena final, puede ser agarrada en el aire por Sarastro, lo que ilustra su calidad de instrumento mágico.
Cuando Papageno y Pamina, corriendo hacia la cámara, quieren huir, Monostatos aparece repentinamente frente a ellos y les bloquea el camino, un efecto de sorpresa óptica que solo es posible a través del detalle de la imagen en la película.
El escenario en la nieve con Pamina, que ha decidido suicidarse, y los tres niños, que pretende ser realista, es muy cinematográfico con sus cambios en la perspectiva de la cámara, que casi parece una toma al aire libre.
Teatro y cine también son equivalentes en la escena final de la película: las acciones fluyen a la perfección cuando la cámara, después de permanecer inicialmente más tiempo con la pareja Pamina y Tamino, que finalmente se abrazan y besan en medio de vítores y gente bailando, se aleja lentamente del escenario en dirección al auditorio, despejando el camino para un telón de fondo parcialmente transparente que flota hacia abajo y finalmente, a medida que continúa el travelling, se captura a Papageno y Papagena abrazados amorosamente, rodeados por una multitud feliz de niños (obviamente los pequeños Papagenas y Papagenos, de los que antes se cantaba). ). Después de un rápido fundido cruzado, se ve la caída del telón como un plano general, con la ópera y la película terminando con los aplausos de la audiencia.
El espectador de la película a menudo es abordado directamente por los actores que miran directamente a la cámara (generalmente mal visto en el cine, pero aquí como un deseado dispositivo estilístico consistente). "Ad espectadores", o sea las frases dirigidas a la audiencia (de cine y teatro) se muestran respectivamente (en el idioma sueco original de la película) en letras grandes en paneles sobreimpresos, en un momento, incluso, Papageno los saluda directamente. De manera similar se ve la gran inscripción adosada a la entrada de la prueba de fuego y agua, cuyo texto es leído solemnemente por los dos hombres armados.
A través de ángulos de cámara especiales, Bergman muestra repetidamente eventos individuales simultáneamente desde la perspectiva de diferentes personas, por ejemplo la "Hallenaria" de Sarastro, tanto desde la perspectiva de Pamina como de Monostatos, así como de la reina y las tres damas. El pasaje de Tamino y Pamina por el fuego y el agua no sólo es seguido por los espectadores, sino también por la reina y sus damas, así como por Sarastro y el quorum de sacerdotes. Al final, el ataque de la reina y su séquito está enmarcado por el primer plano del rostro de Pamina, congelado por el horror, que puede interpretarse tanto como una experiencia aterradora o, incluso, como una pesadilla. Ya al principio, durante su canto de cazador de pájaros, Papagena lo observa con interés desde detrás del escenario, mucho antes de conocerlo.

### Posición en la obra de Bergman
Ya en 1968, Bergman usó un extracto ("O ew'ge Nacht!", 1. Acto 15 aparición) de La flauta mágica en una de sus películas, el drama La hora del lobo. Otras obras en las que Bergman recurrió en composiciones de Mozart fueron La sed (1949), Hacia la felicidad (1950), Sonrisas de una noche de verano (1955) y Cara a cara (1976).

## Reseñas
La comedia de Mozart sobre la batalla entre los poderes de la luz y las tinieblas, sobre el amor celestial y terrenal en una agradable versión cinematográfica de Ingmar Bergman. Aunque se concibió como una producción televisiva, el diseño, destinado a lograr un gran efecto, solo se hace realidad en el cine. No contento con filmar una representación escénica, Bergman utiliza la cámara como herramienta creativa y como actor de la acción; la historia, en la que se mezclan lo ingenuo y lo mítico, ha sido reducida a una escala humana y hecha comprensible para el público actual. Se repiten muchos motivos de la obra anterior de Bergman (la inquietante búsqueda de la verdadera comunicación entre Dios y el hombre, el hombre y la mujer), pero aquí se vuelven optimistas y brillantes gracias a la bondad, la tolerancia, la sabiduría y el amor que triunfan sobre la soledad y el odio. Una delicia visual y musical de raro equilibrio y belleza.
Lexikon des internationalen Films

Música y espíritu, juego e idea son una unidad que Bergman -y por desgracia difícilmente puede decirse menos patéticamente- realiza como el legado más hermoso de una humanidad fraterna: la ópera como utopía certificada. […]
Bergman toma literalmente la victoria del día sobre la oscuridad y el simbolismo simple y obvio de la obra. […]
En cada detalle, Bergman deja claro que la ópera ofrece las imágenes más llamativas y sencillas para el tema más complicado que se ha propuesto la Ilustración. Es decir, cómo el hombre puede encontrar un equilibrio en su aparato en peligro.
Bergman muestra La flauta mágica como una búsqueda de esa armonía que se ha convertido en música y acción.
Hellmuth Karasek

## Premios (selección)
- 1976: Premio a la Mejor Producción de Televisión en Idioma Extranjero en los Premios de Televisión de la Academia Británica[44]
- 1975: Premio especial de la Sociedad Nacional de Críticos de Cine para Ingmar Bergman (por demostrar lo entretenida que puede ser la ópera en el cine).

La flauta mágica también fue nominada a los premios César y Globo de Oro de 1976 en la categoría de Mejor Película en Lengua Extranjera. También fue nominado a Mejor Diseño de Vestuario en los Premios de la Academia de 1976, pero no logró vencer a Barry Lyndon.